# NGC 1674
NGC 1674 је група звезда у сазвежђу Бик која се налази на NGC листи објеката дубоког неба.
Деклинација објекта је + 23° 51' 37" а ректасцензија 4h 52m 25,0s. Привидна величина (магнитуда) објекта NGC 1674 износи 14,1.